# Lutz Klein
Lutz Hans Klein (* 30. Oktober 1943 in Breitscheid) ist ein deutscher Politiker (CDU). Er war Bürgermeister von Battenberg (Eder) und von 2003 bis 2009 Regierungspräsident des Regierungsbezirks Kassel.

## Leben und Wirken
Lutz Klein wurde als Sohn von Margarete Klein, geborene Vomberg, und des Maschinisten Paul Klein in Brettscheid geboren. Nach dem Besuch der Volksschule Kettwig-Mintard (1950–1958) machte er eine Feinmechanikerlehre und arbeitete bis 1963 als Feinmechaniker bei der AEG-Fabrik Heiligenhaus bzw. Fa. Calor-Emag in Ratingen. Von 1963 bis 1971 arbeitete er als Polizeivollzugsbeamter des Bundesgrenzschutzes (BGS)
Parallel erfolgte der Besuch der BGS-Fachschule und Abendgymnasium/Abendschule in Kassel und von 1970 bis 1975 eine Ausbildung (beim Hessischen Verwaltungsschulverband, Verwaltungsseminar Kassel) für den gehobenen Verwaltungsdienst und Arbeit im Verkehrsdezernat beim Regierungspräsidenten in Kassel.
Fast 20 Jahre lang (von 1975 bis 1996) war Klein Bürgermeister der Stadt Battenberg (Eder) um dann in der Zeit von 1996 bis 2003 als erster Beigeordneter und Kämmerer des Landeswohlfahrtsverbandes Hessen zu wirken.
Vom 1. Mai 2003 bis zum 20. Mai 2009 war er Regierungspräsident des Regierungsbezirks Kassel.
Lutz Klein ist katholisch, verheiratet seit 1965 mit Doris Klein, geborene Adler, und hat zwei Kinder (Christian und Martina).